# قرص برافزایشی
چرا از قرص‌های برافزایشی دو افشانه بیرون می‌زند؟

یک نگاره تخیلی از یک سیاهچاله و یک ستاره رشته اصلی

یک قرص برافزایشی (به انگلیسی: accretion disc) یک ساختار دیسک مانند از ماده است که به شکل حلقوی به دور یک جسم خاص می‌چرخد. این جسم می‌تواند یک ستاره جوان، یک کوتوله سفید، یک ستاره نوترونی یا یک سیاهچاله باشد. این چرخش باعث ایجاد گرما و تابش می‌شود و دامنه این تابش برای ستارگان جوان مادون قرمز و برای بازماندگان ستاره‌ای پرتو ایکس است.

## قرص پیرا-ستاره‌ای
ستارگان در درون سحابی‌های مولکولی پدید می‌آیند. جاذبه گرانشی سحابی در طول میلیون‌ها سال سبب فشرده گشتن مواد که عمدتاً از هیدروژن و ذرات غبار تشکیل گشته‌اند می‌گردد. در نتیجه انقباض سحابی یک توده فشرده از ماده در مرکز پدید می‌آید که به سبب دارا بودن مقداری غیر صفر از تکانه زاویه ای در حال چرخش است. تکانه زاویه‌ای همچنین سبب می‌گردد بخش‌هایی از سحابی نتواند جذب توده مرکزی گردد و در عوض در فواصلی دورتر شروع به گردش به دور توده مرکزی کند. نیروهای گرانش و گریز از مرکز در تعادل با یکدیگر سبب می‌گردند این مواد چرخنده پیرامونی شکل یک دیسک یا قرص را به خود بگیرند که بر روی صفحه عمود بر محور چرخش توده مرکزی قرار می‌گیرد. ذرات غبار و گاز هیدروژن مواد اصلی تشکیل دهنده این گونه قرص‌ها هستند. با افزایش دما تابش الکترو مغناطیسی از توده مرکزی آغاز می‌گردد که در این مرحله یک پیش-ستاره نامیده می‌شود. قرص اطراف پیش ستاره در این مرحله قرص پیرا-پیش ستاره‌ای است. با گذشت زمان و با انقباض بیشتر و نیز جذب مواد بیشتر از دیسک دمای پیش ستاره به حدی افزایش می‌یابد که واکنش‌های اتمی در مرکز آن شروع شده و یک ستاره متولد می‌گردد. قرص اطراف ستاره مرکزی در حالت کلی یک قرص پیرا-ستاره‌ای نامیده می‌شود. بسته به شرایط و مشخصات فیزیکی حاکم قرص پیرا-ستاره‌ای می‌تواند بر افزایشی یا پیش سیاره‌ای نامیده شود.

## قرص برافزایشی
قرص پیرا-ستاره‌ای بسته به شرایط فیزیکی می‌تواند تا میلیون‌ها سال به چرخش حول ستاره مرکزی ادامه داده و در اثر اصطکاک میان ذرات اندک اندک به روی ستاره فرو ریزد. اصطکاک از برخورد ذرات غبار و گاز در درون قرص پدید می‌آید. بدون اصطکاک ذرات دیسک بر روی مدارهای بیضی شکل کپلری حرکت می‌کردند (همانند سیارگان منظومه شمسی) اما برخورد ذرات سبب ایجاد اصطکاک و اصطکاک سبب انتقال اندازه حرکت زاویه‌ای ذرات نزدیکتر به ستاره به ذرات دورتر می‌گردد. اصطکاک همچنین سبب بالا رفتن دمای قرص و تابش امواج الکترومغناطیسی از قرص می‌شود. این قرص در این مرحله یک قرص بر افزایشی نامیده می‌شود.

## قرص پیش-سیاره‌ای
در برخی شرایط فیزیکی هم‌زمان با چرخش قرص به دور ستاره یا پیش ستاره مرکزی توده‌هایی از غبار و گاز بر روی دیسک پدید می‌آیند و با جذب مواد بیشتر به توده‌هایی بزرگتر تبدیل می‌گردند که پیش-سیاره (به انگلیسی proto-planet) نامیده می‌شوند. این پیش سیاره‌ها همراه قرص به دور ستاره مرکزی می‌چرخند اما به دلیل جذب مواد پیرامون خود اصطکاک خود را با دیسک کاهش داده بر روی مدارهای بیضوی ثابت به چرخش خود ادامه می‌دهند. این پیش-سیاره‌ها با گذشت زمان سیاره‌ها را به وجود می‌آورند که بر روی مدارهای کپلری در حال چرکش هستند. در این مرحله قرص که بیشتر جرم آن به شکل این سیارات درآمده یک قرص پیش-سیاره‌ای نامیده می‌شود.

## خرده قرص
خرده قرص‌ها (به انگلیسی Debris disc) قرص‌هایی هستند که بیشتر در اطراف ستارگان پیر یافت می‌شوند و باقی‌مانده قرص‌های پیرا-ستاره‌ای هستند که روزگاری در اطراف ستاره ای جوان در حال چرخش بودند. با جذب مواد قرص توسط ستاره در طولانی مدت از قرص پیرا ستاره‌ای تنها خرده‌هایی از غبار و سنگ و مقادیری بسیار اندک از گاز باقی می‌ماند که گاهی به شکل حلقه‌هایی نمودار می‌شوند.